# ألبارو مونيرا
ألبارو مونيرا بويلس، المعروف باسم «إل بيلاريكو»، هو مصارع ثيران كولومبي سابق أصبح ناقدًا لمصارعة الثيران بعد أن أصيب بشلل نصفي نتيجة تعرضه لنطحة ثور. يشغل حاليًا منصب نائب في مقاطعة أنتيوكيا.

## مصارعة الثيران
حصل ألبارو مونيرا، الذي كان يُلقب بالفعل بـ«إل بيلاريكو» في المدينة الكولومبية، على عقد للتصارع في إسبانيا، بعد العرض الذي قدمه في حلبة الثيران في "لا ماكارينا" بميديلين وفوزه بمهرجان "فيريا دي لا كانديلاريا". وصل في 6 مارس 1984، وأكمل هناك 22 نزالًا. ومع ذلك، في 22 سبتمبر من نفس العام، في حلبة الثيران في مونيرا، قام الثور "تيرسيوبيلو" من مزرعة ماركيز دي فيّاغوديو بنطحه في ساقه اليسرى ورفعه، مما تسبب له في كسر في الفقرة الخامسة من العمود الفقري مع إصابة في النخاع الشوكي لا يمكن علاجها، بالإضافة إلى إصابة دماغية رضية. وقد أدى ذلك إلى إصابته بالشلل النصفي.

## التعافي و الندم
بقي في المستشفى الوطني لعلاج المصابين بالشلل في توليدو لمدة أربعة أشهر، وبعد ذلك، ونظرًا لعدم تمكنه من استعادة الحركة، تم نقله إلى مستشفى جاكسون ميموريال في ميامي (الولايات المتحدة). هناك، أمضى أربع سنوات ونصف أخرى في المستشفى، وخلال ذلك الوقت استعاد القدرة على تحريك يديه وتمكن من التنقل باستخدام كرسي متحرك. كما استغل ذلك الوقت لدراسة Teosofía. وأخيرًا، تم نقله مرة أخرى إلى ميديلين لمواصلة التعافي.
خلال فترة إقامته في ميامي، أصبح مونيرا مناهضًا لمصارعة الثيران. وفي وقت لاحق، قال إن تلك النطحة التي أبعدته عن حياة حلبة المصارعة كانت بمثابة تحذير من الله.

## الرحلة السياسية
يُنتقد حالياً بسبب استخدامه لقضية حقوق الحيوانات كراية سياسية من قبل مؤيدي مصارعة الثيران الذين وصفوه بالخائن. بمجرد وصوله إلى ميديلين، شكل منظمة مع أشخاص ذوي إعاقات، ومن خلالها أصبح عضوًا في المجلس البلدي في عام 1997. من خلال المجلس، عمل على سياسات لدعم ذوي الإعاقات. بعد ذلك، انضم إلى قضية دفاعية عن الحيوانات، التي تجسدت في منظمة "القوة المناهضة للقسوة المتحدة من أجل طبيعة الحيوانات" (Fauna).
على الرغم من أنه كان من المتوقع أن يشارك في البرلمان الكاتالوني في بداية عام 2010 للدفاع عن حظر مصارعة الثيران بناءً على مبادرة تشريعية شعبية، إلا أن مشكلات في جدول الأعمال منعت ذلك.